# Gabriel Núñez (Fußballspieler, 1942)
Gabriel Núñez Aguirre (* 6. Februar 1942; † 11. November 2021), auch bekannt unter dem Spitznamen El Gallo (der Hahn), ist ein ehemaliger mexikanischer Fußballspieler auf der Position des Verteidigers.

## Biografie

### Verein
Der im Bundesstaat Morelos aufgewachsene Núñez begann seine Profikarriere in der mexikanischen Primera División 1959 beim CD Zacatepec, der zu jener Zeit mit jeweils zwei kurz zuvor errungenen Meistertiteln (1955 und 1958) und Pokalsiegen (1957 und 1959) das sportliche Aushängeschild der Morelenser, der Bewohner von Morelos, war. Allerdings kam Núñez erst im Anschluss an die „fetten Jahre“ in der ersten Mannschaft zum Einsatz, so dass er an keinem dieser Triumphe beteiligt war. Dafür entwickelte „El Gallo“ sich zu einem der besten Fußballer, die jemals in den Reihen des CD Zacatepec spielten. Diesem Verein blieb er lange verbunden, bevor er schließlich an den Hauptstadtverein América verkauft wurde.

### Nationalmannschaft
Sein Debüt in der mexikanischen Nationalmannschaft gab Gabriel „Gallo“ Núñez am 11. April 1965 in einem Spiel gegen Guatemala, das mit 2:1 gewonnen wurde. Seinen letzten Länderspieleinsatz absolvierte er am 18. März 1970 beim 3:3 gegen Peru. 
Dazwischen gehörte er zum mexikanischen WM-Kader 1966 und bestritt alle drei WM-Spiele für „el Tri“. 